# John Manners, VIII conte di Rutland
John Manners, VIII conte di Rutland (10 giugno 1604 – Bottesford, 29 settembre 1679), è stato un politico inglese.

## Biografia
Era il figlio di Sir George Manners di Haddon Hall, Derbyshire, e di sua moglie Grace Pierrepont, figlia di Sir Henry Pierrepont. Egli era il pronipote di Thomas Manners, I conte di Rutland. Studiò al Queens 'College di Cambridge.
Nel mese di aprile 1640, Manners è stato eletto deputato al Parlamento per Derbyshire. Nel 1641 ereditò la Contea alla morte del suo secondo cugino, George Manners, VII conte di Rutland, il 29 marzo. Nel 1646 è stato presidente della Corte suprema in Eyre, a nord di Trent.
Dopo la Restaurazione, divenne Lord Luogotenente di Leicestershire il 14 febbraio 1667, carica che ricoprì fino al 7 luglio 1677.

## Matrimonio
Nel 1628 sposò Frances Montagu, figlia di Sir Edward Montagu, I Barone Montagu di Boughton. Ebbero sette figli:
- Lady Grace Manners (? - 15 febbraio 1700), sposò prima Patrick Chaworth, III visconte Chaworth e dopo la sua morte, sposò Sir William Langhorne, I Baronetto;
- Lady Margaret Manners (? - 1682), sposò James Cecil, III conte di Salisbury ed ebbe figli;
- Lady Frances Manners (1636-1660), sposò John Cecil, IV conte di Exeter ed ebbe figli;
- John Manners, I duca di Rutland (1638-1711);
- Lady Elizabeth Manners (1654-1700), sposò James Annesley, II conte di Anglesey ed ebbe figli;
- Lady Dorothy Manners (1656-1698), sposò Anthony Ashley-Cooper, II conte di Shaftesbury ed ebbe figli;
- Lady Anne Manners (1655 - ?), sposò Scrope Howe, I visconte Howe.

## Morte
Morì il 29 settembre 1679, a 75 anni. Fu sepolto a Bottesford, Leicestershire.